# Společnost přátel Lužice

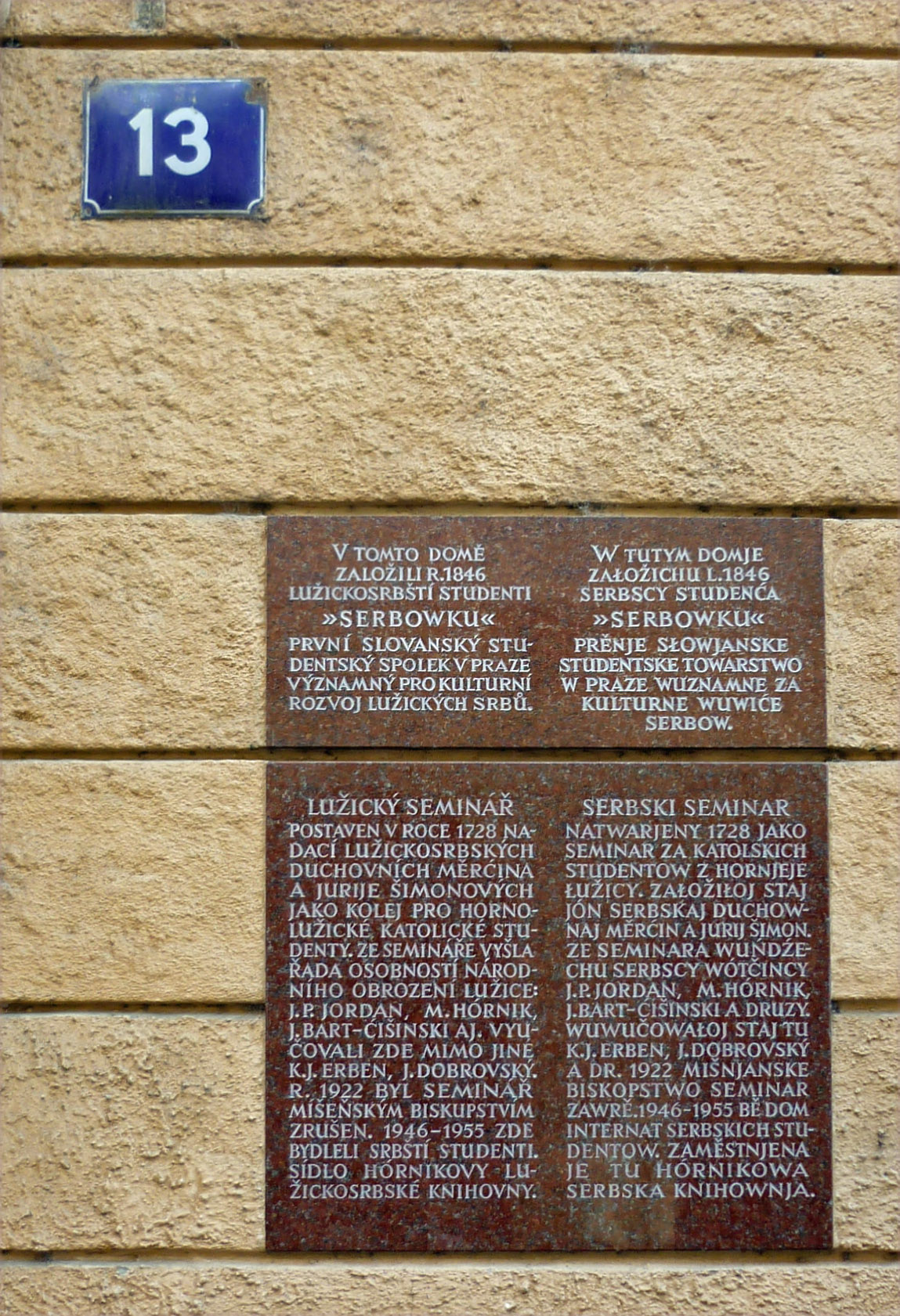
Pamětní deska na fasádě bývalého Lužického semináře při ulici U Lužického semináře 13 v Praze

Společnost přátel Lužice (v lužické srbštině Towarstwo přećelow Serbow; TPS) je česká společnost, zasazující se v rámci české společnosti o šíření povědomí o historii Lužice, jazyce, kultuře a reáliích Lužických Srbů jakožto o menšinovém slovanském národu, rozprostírajícím se na území Svobodného státu Sasko a Braniborska Spolkové republiky Německo. Společnost sídlí v Praze a jejím předsedou je od roku 2015 Lukáš Novosad. Vydává také svůj česko-lužický věstník.
Bývalým předsedou SPL je také vysokoškolský profesor Leoš Šatava (UK).

## Historie
Společnost přátel Lužice historicky navazuje na Łužisko-serbske towarstwo „Adolf Černý", založenou již roku 1907 v Praze a jež nesla původně jméno po českém slavistovi a zakladateli české sorabistiky Adolfu Černém. Společnost přátel Lužice také pomáhala Lužickým Srbům ve 30. letech 20. století, tzn. v období nástupu nacionálního socialismu v Německu.

## Společenský aktivismus

### Hájení projektu WITAJ a škol
V květnu roku 2012 poslala Společnost přátel Lužice tzv. otevřený dopis braniborské ministryni, Martině Münch, v němž žádá zastavení plánovaného omezení lužickosrbského vzdělávajícího projektu WITAJ, jehož cílem je podpora výuky v lužické srbštině na základních školách v Dolní Lužici.

### Demonstrace proti těžbě uhlí v Lužici
Členové společnosti se také aktivně účastní protestních demonstrací proti prohlubování, rozšiřování těžby hnědého uhlí v saské Lužici, kvůli které muselo býti v minulosti zbouráno „ již 87 vsí, osad a sídel, 49 částečně, a to o celkové rozloze 800 km2, dotýkajících se 25 000 obyvatel převážně lužickosrbského původu “.